# رالف سيمبسون كيوكيندل
رالف سيمبسون كيوكيندل (بالإنجليزية: Ralph Simpson Kuykendall)‏ هو مؤرخ أمريكي، ولد في 12 أبريل 1885، وتوفي في 9 مايو 1963.